# Höhberg (Werbach)
Der Höhberg ist ein 321 m ü. NHN hoher Berg über dem rechten Talhang des Taubertales bei Werbach im Main-Tauber-Kreis in Baden-Württemberg.

## Geschichte
Bereits im Jahre 1841 war der Berg in der Topographischen Karte über das Großherzogtum Baden auf „Blatt 5 Bischofsheim“ (heutiger Ortsname Tauberbischofsheim) als Höhberg verzeichnet. Auf einem Gemarkungsübersichtsplan von Werbach aus dem Jahre 1921 ist der Höhberg mit einem damals noch kleinen Steinbruch verzeichnet. Eine weitere Erwähnung als Höhberg folgte auf dem Messtischblatt Nr. 6323 Tauberbischofsheim von 1928.

## Naturschutzgebiet Lindenberg
Am 26. April 1978 wurde mit einer Verordnung des Regierungspräsidiums Stuttgart das Naturschutzgebiet Lindenberg in einem Teilbereich des Berges mit 8,7 Hektar ausgewiesen. „Wesentlicher Schutzzweck ist die Erhaltung eines typischen Lebensraums für eine wärme- und trockenheitsliebende Pflanzen- und Tierwelt“ (LUBW).

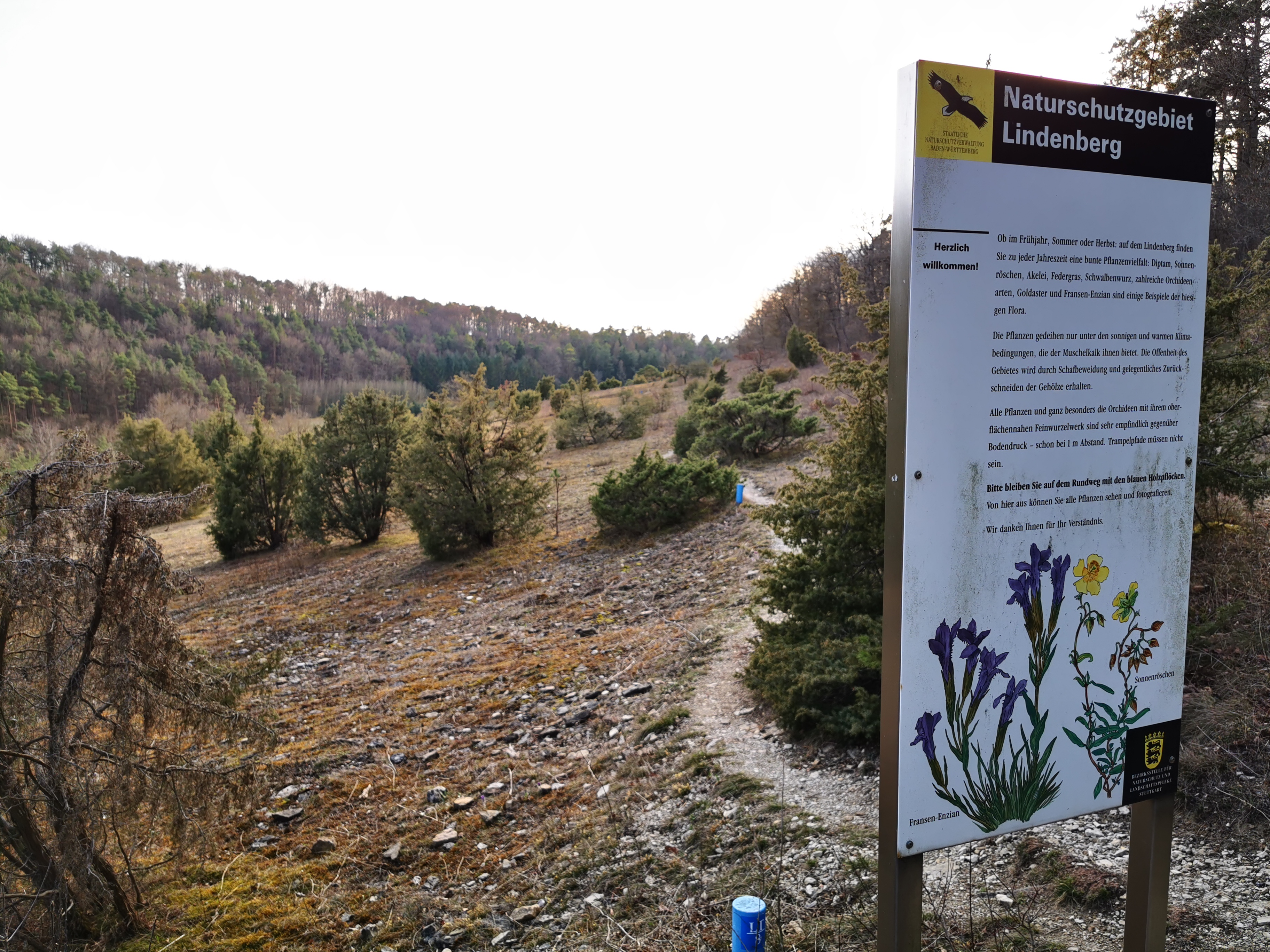
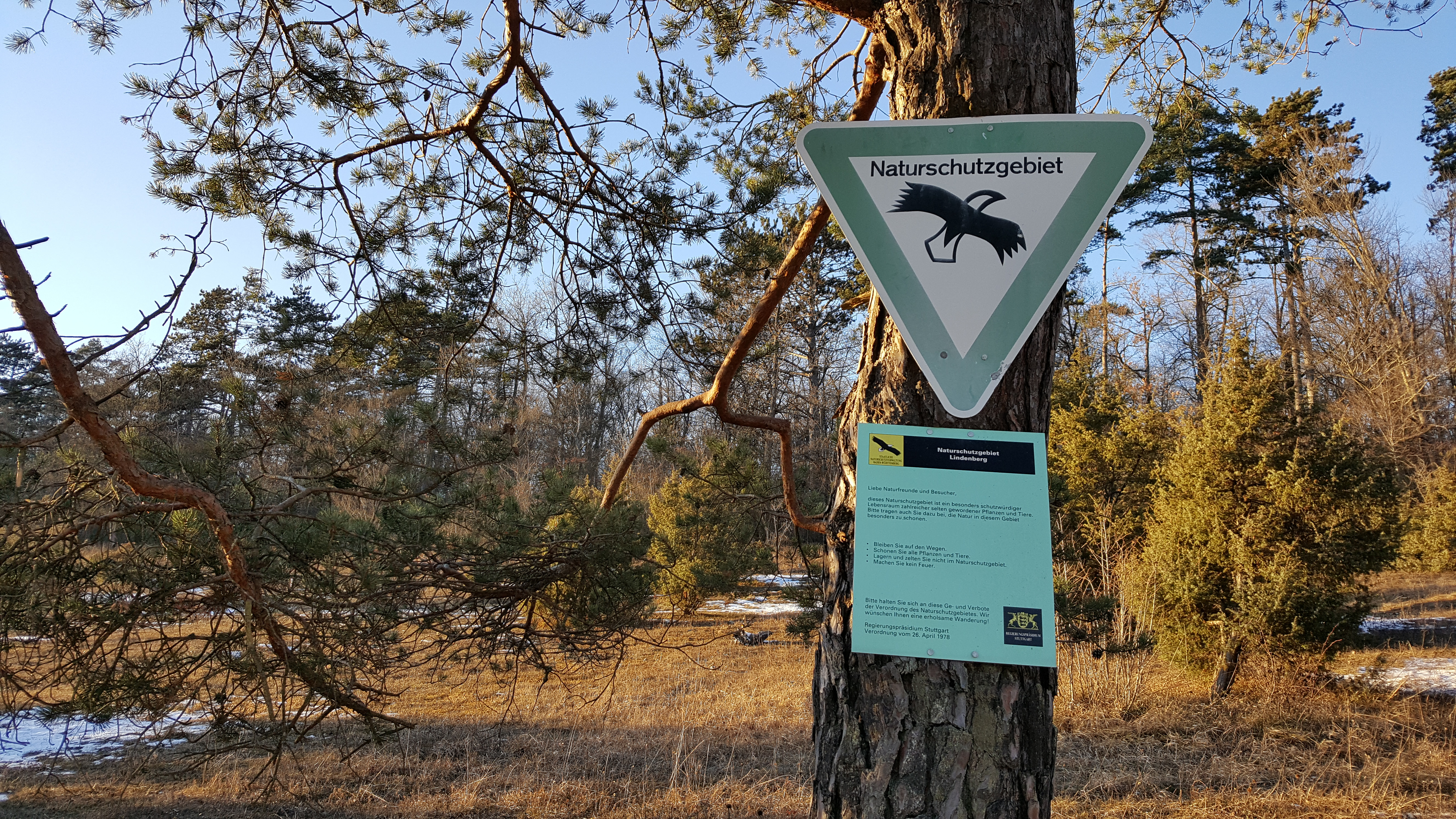
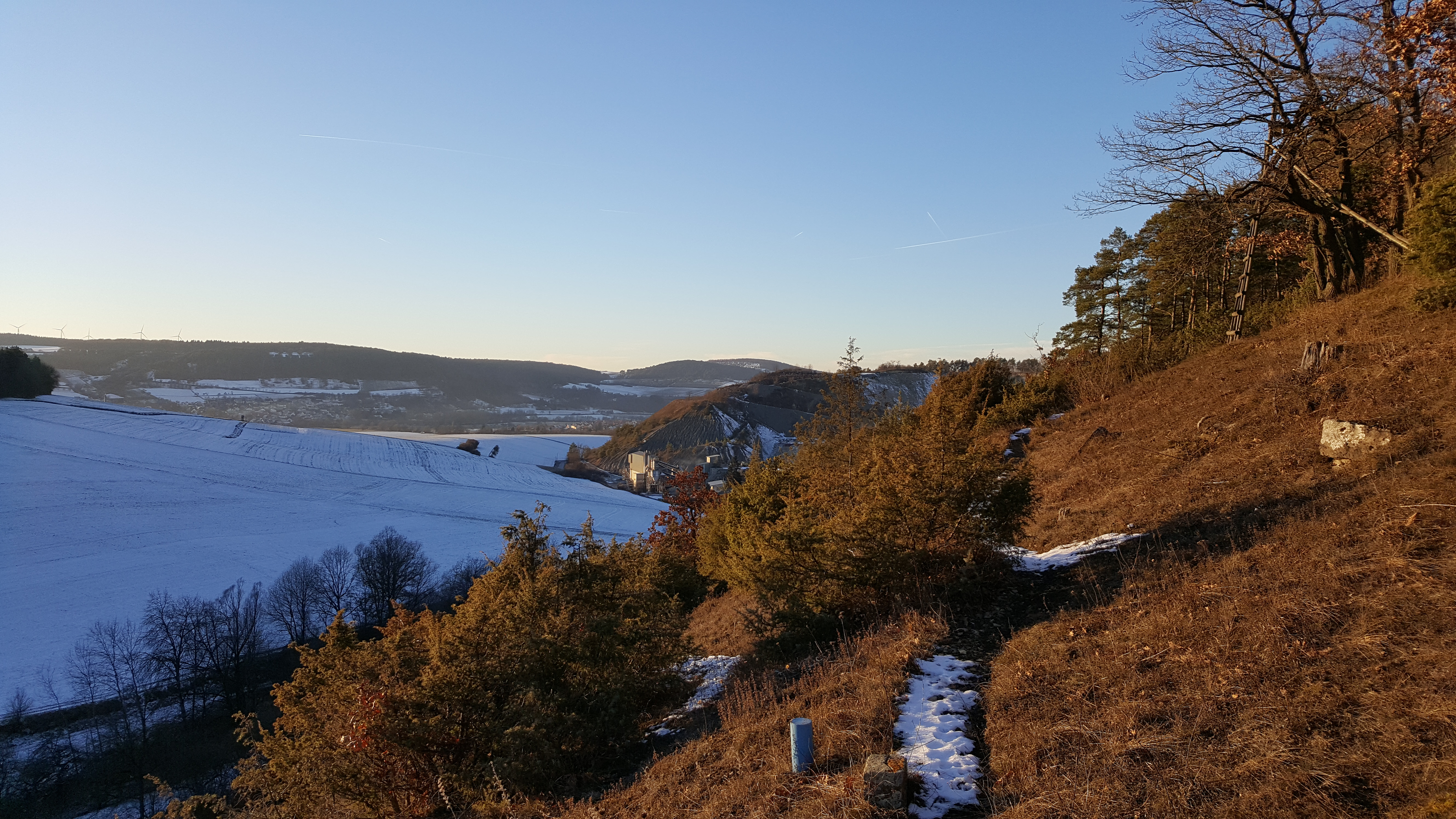

## Steinbruch Werbach

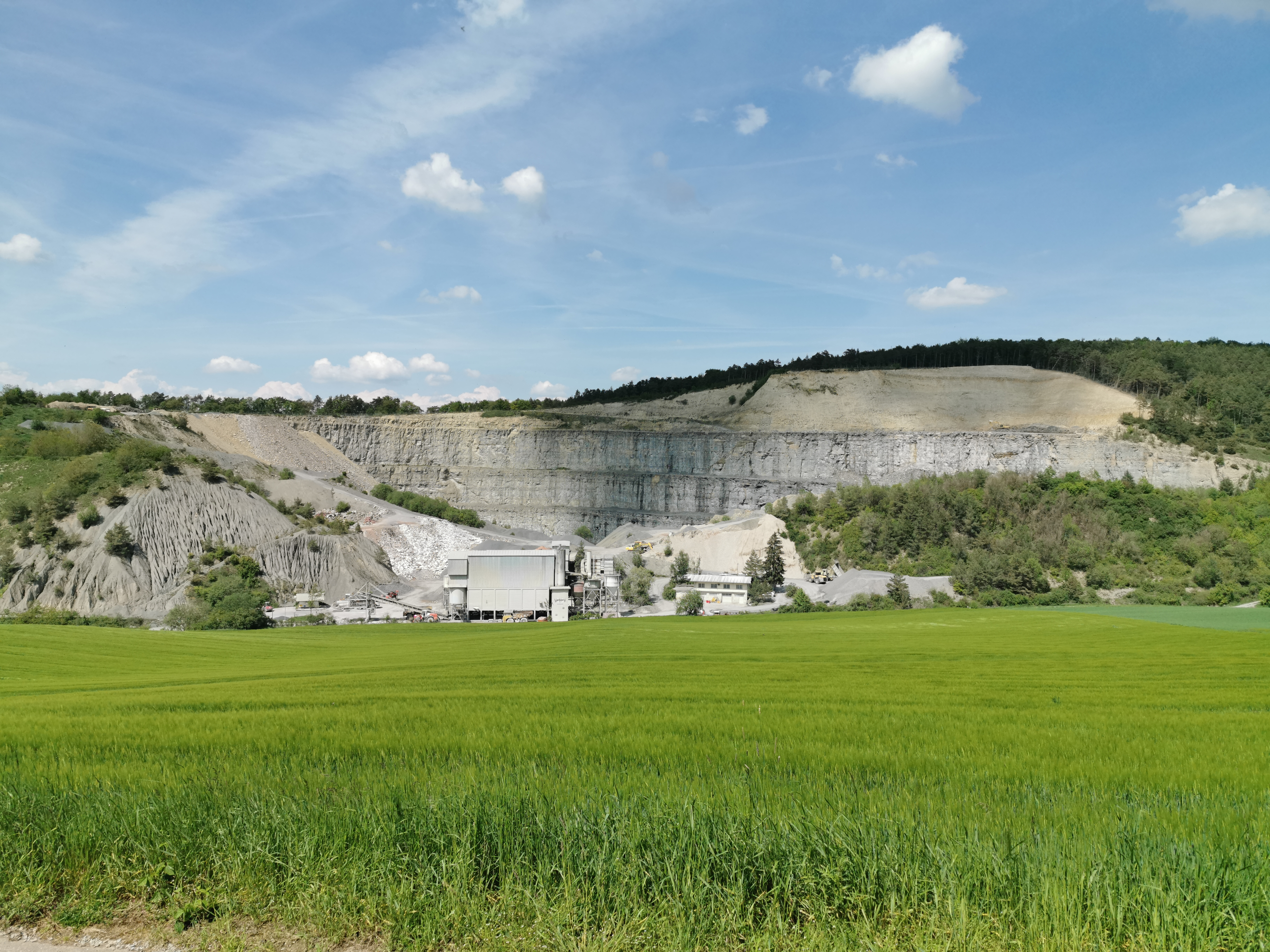
Blick auf den Steinbruch Werbach am Höhberg, dessen Erweiterung um knapp 7 Hektar seit 2012 in östlicher Richtung erfolgt

Der Steinbruch Werbach liegt am Höhberg zwischen Welzbachtal und Steckenleitegraben. Nach dem Zweiten Weltkrieg wurde am Steinbruch ein Schotterwerk gegründet.